# Sušica (Sjenica)
Sušica (Servisch cyrillisch Сушица) is een plaats in de Servische gemeente Sjenica. De plaats telt 25 inwoners (2002).